# 14835 Holdridge
14835 Holdridge este un asteroid din centura principală de asteroizi.

## Descriere
14835 Holdridge este un asteroid din centura principală de asteroizi. A fost descoperit pe 26 noiembrie 1987 la Observatorul Palomar de Carolyn S. Shoemaker și Eugene M. Shoemaker. Asteroidul prezintă o orbită caracterizată de o semiaxă mare de 2,35 ua, o excentricitate de 0,28 și o înclinație de 23,0° în raport cu ecliptica.